# Steenbergen (gemeente)
Steenbergen (uitspraakⓘ) is een gemeente in de Nederlandse provincie Noord-Brabant. De gemeente telt 24.476 inwoners (22 november 2024, bron: CBS) en heeft een oppervlakte van 160 km² (waarvan 10 km² water). Sinds 1 januari 1997 bestaat de gemeente Steenbergen in zijn huidige vorm, door fusie van de (voormalige) gemeenten Dinteloord en Prinsenland, Nieuw-Vossemeer en Steenbergen (tot 1962 Steenbergen en Kruisland). De hoofdplaats is de stad Steenbergen.
De gemeente omvat de volgende officiële plaatsen (BAG-woonplaatsen) (met postcodenummers): De Heen (4655), Dinteloord (4670-4671), Kruisland (4756), Nieuw-Vossemeer (4680-4681) en Steenbergen (met Welberg) (4650-4652).

## Topografie
Topografische gemeentekaart van Steenbergen, per september 2022.

## Politiek

### Zetelverdeling gemeenteraad
Hieronder de behaalde zetels per partij bij de gemeenteraadsverkiezingen sinds 1974.
| Gemeenteraadszetels             | Gemeenteraadszetels | Gemeenteraadszetels | Gemeenteraadszetels | Gemeenteraadszetels | Gemeenteraadszetels | Gemeenteraadszetels | Gemeenteraadszetels | Gemeenteraadszetels | Gemeenteraadszetels | Gemeenteraadszetels | Gemeenteraadszetels | Gemeenteraadszetels | Gemeenteraadszetels | Gemeenteraadszetels |
| Partij                          | 1974                | 1978                | 1982                | 1986                | 1990                | 1994                | 1996                | 1999                | 2002                | 2006                | 2010                | 2014                | 2018                | 2022                |
| ------------------------------- | ------------------- | ------------------- | ------------------- | ------------------- | ------------------- | ------------------- | ------------------- | ------------------- | ------------------- | ------------------- | ------------------- | ------------------- | ------------------- | ------------------- |
| Gemeentebelangen/Gewoon Lokaal  | -                   | -                   | -                   | -                   | -                   | 5                   | 3                   | 3                   | 6                   | 3                   | 4                   | 4                   | 6                   | 6                   |
| De Volkspartij                  | -                   | -                   | -                   | -                   | -                   | -                   | -                   | -                   | -                   | -                   | -                   | 3                   | 5                   | 3                   |
| VVD                             | 1                   | 2                   | 3                   | 2                   | 1                   | 3                   | 4                   | 4                   | 3                   | 3                   | 4                   | 3                   | 3                   | 3                   |
| CDA                             | 5                   | 5                   | 5                   | 4                   | 5                   | 3                   | 4                   | 4                   | 6                   | 3                   | 4                   | 2                   | 2                   | 1                   |
| D66                             | -                   | -                   | -                   | -                   | -                   | -                   | 1                   | 2                   | 2                   | 2                   | 2                   | 3                   | 2                   | 2                   |
| PvdA                            | 4                   | 4                   | 2                   | 3                   | 2                   | 2                   | 3                   | 3                   | 1                   | 4                   | 1                   | 3                   | 1                   | -                   |
| Steenbergen Anders              | -                   | -                   | -                   | -                   | -                   | -                   | -                   | -                   | -                   | 4                   | 2                   | 1                   | -                   | -                   |
| Door!                           | -                   | -                   | -                   | -                   | -                   | -                   | -                   | -                   | -                   | -                   | 2                   | -                   | -                   | -                   |
| Progressief Samen               | -                   | -                   | -                   | -                   | -                   | -                   | -                   | -                   | -                   | -                   | -                   | -                   | -                   | 3                   |
| Stem0167                        | -                   | -                   | -                   | -                   | -                   | -                   | -                   | -                   | -                   | -                   | -                   | -                   | -                   | 1                   |
| CU/SGP                          | -                   | -                   | -                   | -                   | -                   | -                   | -                   | -                   | 1                   | -                   | -                   | -                   | -                   | -                   |
| De Lokale Partij                | -                   | -                   | -                   | -                   | -                   | -                   | -                   | 2                   | (GB/GL)             | -                   | -                   | -                   | -                   | -                   |
| RPF/SGP                         | -                   | -                   | -                   | -                   | -                   | -                   | 1                   | 1                   | (CU/SGP)            | -                   | -                   | -                   | -                   | -                   |
| Democratische Partij Dinteloord | -                   | -                   | -                   | -                   | -                   | -                   | 2                   | -                   | -                   | -                   | -                   | -                   | -                   | -                   |
| Werknemerspartij Steenbergen    | (PvdA)              | (PvdA)              | 3                   | 4                   | 2                   | 2                   | 1                   | -                   | -                   | -                   | -                   | -                   | -                   | -                   |
| Voor Oud en Jong                | -                   | -                   | -                   | -                   | 2                   | -                   | -                   | -                   | -                   | -                   | -                   | -                   | -                   | -                   |
| Gemeente Belangen Welberg       | 0                   | 1                   | 1                   | 1                   | 2                   | (GB)                | -                   | -                   | -                   | -                   | -                   | -                   | -                   | -                   |
| Kruisland '78                   | 2                   | 2                   | 1                   | 1                   | 1                   | -                   | -                   | -                   | -                   | -                   | -                   | -                   | -                   | -                   |
| APS                             | 1                   | 0                   | -                   | -                   | -                   | -                   | -                   | -                   | -                   | -                   | -                   | -                   | -                   | -                   |
| Toekomst                        | 2                   | 1                   | -                   | -                   | -                   | -                   | -                   | -                   | -                   | -                   | -                   | -                   | -                   | -                   |
| Totaal                          | 15                  | 15                  | 15                  | 15                  | 15                  | 15                  | 19                  | 19                  | 19                  | 19                  | 19                  | 19                  | 19                  | 19                  |
| Opkomst                         |                     |                     |                     |                     |                     |                     |                     |                     | 56,37%              | 56,92%              | 46,03%              | 45,33%              | 47,46%              | 43,05%              |

## Aangrenzende gemeenten
| Aangrenzende gemeenten | Aangrenzende gemeenten | Aangrenzende gemeenten  | Aangrenzende gemeenten | Aangrenzende gemeenten |
| ---------------------- | ---------------------- | ----------------------- | ---------------------- | ---------------------- |
|                        |                        | Goeree-Overflakkee (ZH) |                        | Moerdijk               |
|                        |                        |                         |                        |                        |
| Tholen (Z)             | Halderberge            |                         |                        |                        |
|                        |                        |                         |                        |                        |
|                        |                        | Bergen op Zoom          |                        | Roosendaal             |

## Cultuur

### Monumenten
In de gemeente zijn een aantal monumenten, zie:
- Lijst van rijksmonumenten in Steenbergen (gemeente)
- Lijst van gemeentelijke monumenten in Steenbergen
- Lijst van oorlogsmonumenten in Steenbergen

### Kunst in de openbare ruimte
In de gemeente zijn diverse beelden, sculpturen en objecten geplaatst in de openbare ruimte, zie:
- Lijst van beelden in Steenbergen (gemeente)